# Muisballetje

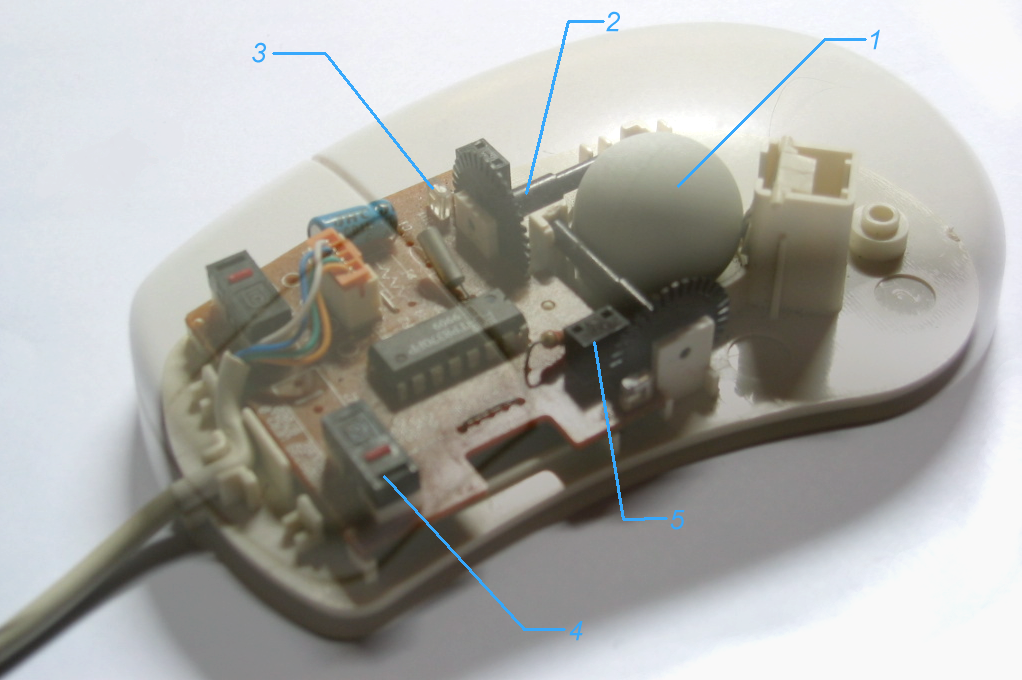
Muis met muisballetje (1)

Een muisballetje is het balletje dat de beweging van de cursor in oudere computermuizen verzorgt. Het balletje heeft meestal een doorsnede van zo'n 2 cm, is vrij zwaar en bekleed met rubberachtig materiaal. Het balletje draait wanneer de muis over een oppervlak bewogen wordt (tafel of muismat) en brengt daardoor twee kleine assen aan het draaien. De draaiing van deze assen wordt elektronisch uitgelezen en de informatie hierover wordt aan de computer verstuurd. Hierdoor beweegt de cursor over het scherm. 
De muisbal deed zijn intrede in 1963 en kan ieder moment tot het verleden behoren aangezien optische- en lasermuizen een steeds groter marktaandeel vergaren. Deze producten zitten in de groeifase, de muis met muisballetje in de neergangsfase.

## Onderhoud
Wanneer het muisballetje vies is draaien de asjes niet goed mee waardoor de muis hapert. Het mechanisme dient dan schoongemaakt te worden. Via een verwijderbaar afdekplaatje aan de onderzijde van de muis kan het balletje verwijderd worden waarna de asjes gereinigd kunnen worden. Dit kan het beste worden gedaan met een wattenstaafje. Het balletje zelf kan tussen de handpalmen gewreven of onder de kraan afgespoeld worden om het schoon te maken (wel goed afdrogen voor terugplaatsen). Bij een optische muis is er geen mechanisme dat onderhoud nodig heeft.